# Ornithosuchus
Ornithosuchus is een monotypisch geslacht van uitgestorven reptielen, behorende tot de Archosauria, dat voorkwam in het Laat-Trias.
Eerder werd verondersteld dat dit dier een voorouder van de Carnosauria zou zijn, maar inmiddels is duidelijk dat het eerder om een nauwe verwant van de krokodilachtigen gaat die toevallig wat op die dinosauriërs leek. De enige soort die tegenwoordig in het geslacht wordt geplaatst is Ornithosuchus woodwardi. Ornithosuchus taylori is een synoniem van die naam. Op zijn rug en staart had het dier een dubbele rij beenplaten.

## Vondst en naamgeving
Fossielen van dit dier werden gevonden in Schotland in de Lossiemouth Sandstone Formation die wellicht dateert uit het Carnien.
In 1877 gaf Thomas Huxley de naam Dasygnathus longidens om een rechterbovenkaaksbeen, in 1857 gevonden bij Findrassie, te benoemen uit de Lossiemouth zandsteenformatie uit Schotland, specimen ELGNM 1, een natuurlijk afgietsel dat hij in 1859 nog toegewezen had aan Stagonolepis robertsoni. De naam Dasygnathus was al in gebruik voor een geslacht van kevers, Dasygnathus Macleay 1819, en Oskar Kuhn publiceerde daarom in 1961 het nomen novum Dasygnathoides, dus de vervangingsnaam. In 1964 opperde Alick Donald Walker dat dit een synoniem van Ornithosuchus was en sprak men van een Ornithosuchus longidens als combinatio nova voor de typesoort van het geslacht die dan Dasygnathus longidens zou zijn. In 2016 werd geconcludeerd dat de naam een nomen dubium is omdat het typespecimen geen unieke kenmerken toont, en dat de bovenkaak niet verder gedetermineerd kan worden dan de Pseudosuchia. De typesoort is dan weer het oorspronkelijke Ornithosuchus woodwardi.
Ornithosuchus, de 'vogelkrokodil', werd in 1894 door Edwin Tulley Newton benoemd op basis van een schedel, NHMUK PV R2409, en een postcraniaal skelet NHMUK PV R2410, die afkomstig zijn van een enkel individu waarvan de platen gesplitst werden, in 1891 door dominee George Gordon gevonden in een steengroeve bij Spynie. Toegewezen specimina zijn NHMUK PV R3142, NHMUK PV R3143, NHMUK PV R3149, NHMUK PV R3561, NHMUK PV R3562, NHMUK PV R3916, NHMUK PV R8170; GSM 91072–78, GSM 91080–81, GSM 91085–86 en MANCH 8271. Het materiaal vertegenwoordigt individuen van sterk verschillende grootte waaronder dus kennelijk ook jongen. De soortaanduiding eert Arthur Smith Woodward, de conservator van het British Museum (Natural History).
In 1913 benoemde Robert Broom een Ornithosuchus taylori op basis van de grotere specimina NHMUK PV R3142 en NHMUK PV R3143. De soortaanduiding eert William Taylor welke deze stukken vond.

## Kenmerken

### Grootte en onderscheidende kenmerken

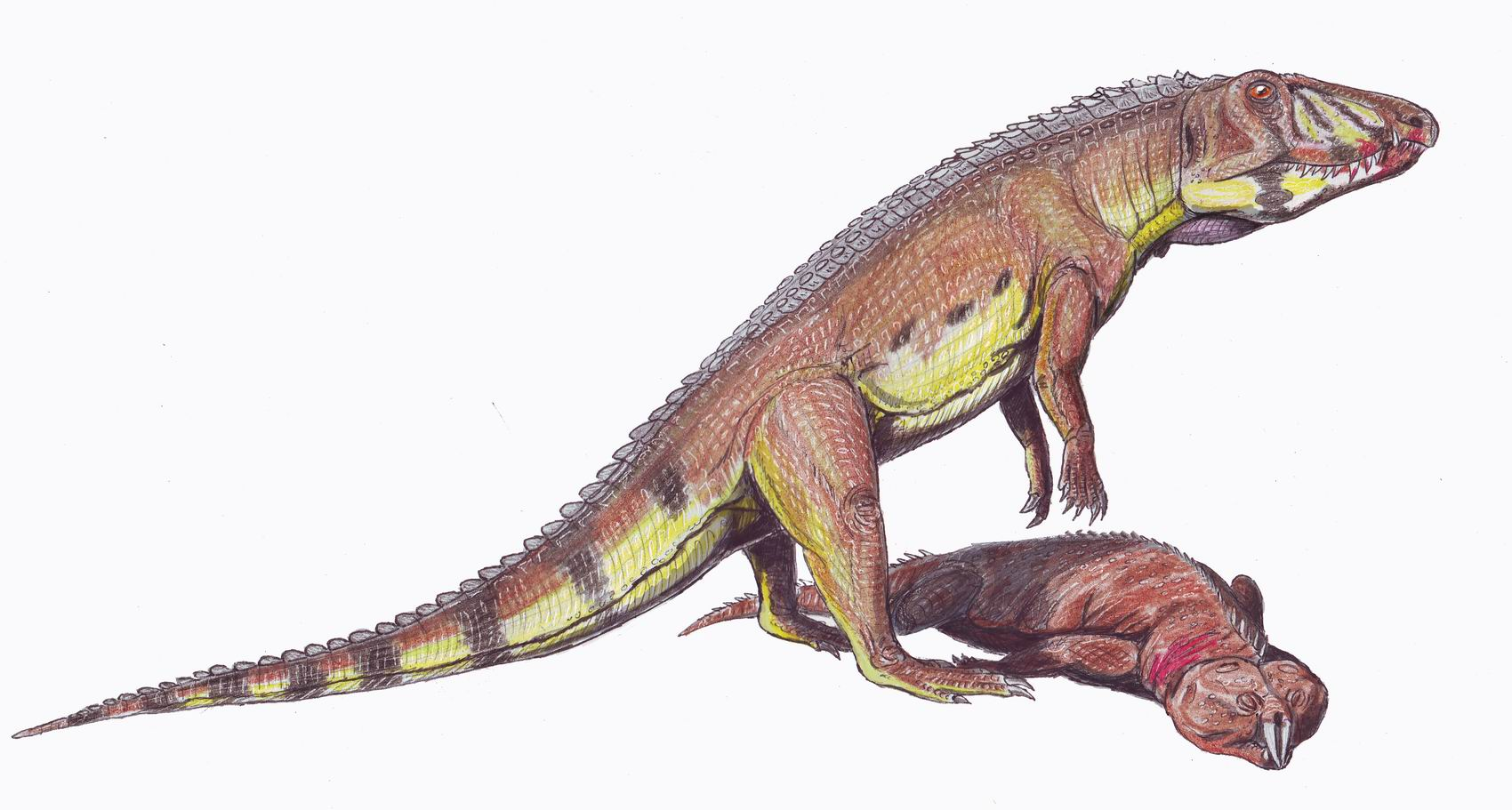
Ornithosuchus bij het karkas van Hyperodapedon

De lichaamsbouw van dit vier meter lange dier was ongeveer vergelijkbaar met die van een dinosauriër. In 2016 werd er echter op gewezen dat de vier meter-schatting van de lichaamslengte gebaseerd was geweest op ELGNM 1. Nu dit fossiel uit het materiaal verwijderd is, valt de zekere lengte terug op ruim de helft daarvan: men schatte die op 2,2 meter. Het holotype is zelfs slechts tachtig centimeter lang. Het is echter goed mogelijk dat ELGNM 1 toch Ornithosuchus betreft, gezien de herkomst; de bouw sluit dit niet uit. Desalniettemin werd het dier in 2016 gediagnosticeerd als een 'kleine pseudosuchiër'. ELGNM 1 is de grootste vleeseter uit de formatie bekend.
Behalve deze verwijzing naar de grootte werden in 2016 nog een aantal andere kenmerken vastgesteld waarin Ornithosuchus zich onderscheidde van andere Archosauriformes. Twee daarvan zijn autapomorfieën, unieke afgeleide eigenschappen. Het venster tussen het verhemeltebeen en het pterygoïde is ovaal en sterk van voor naar achter langgerekt, ongeveer driemaal smaller dan de fenestra suborbitalis. De onderrand van het achterste deel van de onderkaak is hol gebogen en is hoger gelegen dan het voorste deel.
Eerder meenden onderzoekers dat er nog een autapomorfie was: een gevorkte achterste tak van het bovenkaaksbeen. In 2016 concludeerde men echter dat dit een artefact was veroorzaakt door sediment; geen enkel ander exemplaar dan het holotype toont zo'n vork. Het was dit kenmerk waarop de toewijzing van ELGNM 1 aan Ornithosuchus gebaseerd was want ook daar lijkt een soort vork te zien. In 2016 werd die structuur verklaard als een interdentaalplaat.
Daarnaast is er een unieke combinatie van op zich niet unieke kenmerken. Het schedeldak is bovenop subtiel geornamenteerd. De afhangende praemaxilla van de snuit reikt niet verder naar beneden dan het onderste deel van de rij tandkassen van het bovenkaaksbeen. Het postorbitale heeft een sterk ontwikkelde centrale horizontale kam. Het jukbeen heeft een lengterichel op de buitenste zijkant lopen, boven de onderrand. In de onderkaak ligt het achterste foramen surangulare nabij de beennaad van het surangulare en het onderliggende angulare. De voorste tot middelste staartwervels hebben een spoor op de voorrand van hun doornuitsteeksels. Het dijbeen heeft een lengtegroeve op het bovenvlak. Het vijfde middenvoetsbeen vormt bovenaan geen haak.

### Skelet
Ornithosuchus had een stijve korte romp met een lange en krachtige, krokodilachtige snuit die matig afhing. Specimen NHMUK PV R3143 heeft een schedel met een lengte van vijfentwintig centimeter. Die van ELGNM 1 zal ongeveer vijfenveertig centimeter geweest zijn. In zijaanzicht is de schedel rechthoekig met een lang liggend neusgat uitlopend in een uitholling aan de achterste bovenhoek. In bovenaanzicht is de snuit echter erg spits en smal. Het gedeelte tussen de neusgaten is extra smal en verbreedt zich naar achteren plots in een ruw rechthoekig schedeldak dat geleidelijk oploopt. De verruwing diende vermoedelijk als aanhechting voor pantser. Grote driehoekige punten steken van boven bezien vóór de oogkassen uit. Ze worden gevormd door de traanbeenderen en liggen iets lager dan het schedeldak. De punt bevindt zich iets voor de beennaad tussen neusbeen en voorhoofdsbeen die weer naar beneden doorloopt in de naad tussen traanbeen en prefrontale. De achterzijde van de schedel is breed met brede bovenste slaapvensters. De fenestra antorbitalis, omgeven door een uitholling, ligt laag en is tongvormig. De neergaande tak van het traanbeen vormt de dunne scheiding tussen dit venster en de oogkas. De tak buigt bovenaan wat naar voren toe zodat de oogkas boven de achterrand van het venster bolt. De oogkas is groot maar eindigt naar beneden in een smalle spitse punt. Dit weerspiegelt de uitbreiding naar voren van het onderste slaapvenster. Die opening wordt van achteren hoekig versmald door het quadratojugale. De bovenrand van de oogkas is dun met bijdragen van het prefrontale, frontale en postfrontale. De neergaande tak van dat laatste vormt weer een verbinding mat de dunne takken van het jukbeen. Het schedeldak eindigt bovenaan in een brede ruwe dwarskam.
Tussen de praemaxilla van de snuit, die drie tanden draagt, en het bovenkaaksbeen bevindt zich een inkeping of hiaat. Daar passen de lange tweede tanden van de voorste onderkaak in. Het bovenkaaksbeen heeft een ruwe lage onderrand die negen tanden draagt. De onderkaak, tien tanden dragend, is vrij hoog en robuust met een groot zijvenster. De tanden zijn naar achteren gekromd. De eerste tand van de onderkaak is opvallend kort; de tweede is de langste. De derde tand van het bovenkaaksbeen is de grootste van de kop. De tanden hebben fijne kartelingen op beide snijranden.
De kop is erg groot ten opzichte van de rest van het lichaam, zoals vaak bij basale carnivore Crurotarsi. De kop wordt gedragen door een rechte en hoge nek die vrij kort is. De nek moet gezien de hoogte van de kop verticaal tamelijk dik geweest zijn. De indeling van de wervelkolom is niet geheel zeker daar de grens tussen nek en rug zeer geleidelijk verloopt. Er zijn vierentwintig presacrale wervels, drie sacrale wervels en naar schatting vijfenveertig tot vijftig staartwervels. Het ruggenmergkanaal zakt de centra in. De doornuitsteeksels van de nek zijn smal in zijaanzicht maar bovenaan overdwars verbreed. De staartbasis heeft opvallende lange doornuitsteeksels. De staart is erg lang, langer dan de rest van het lichaam inclusief kop. De lange staart fungeerde als tegengewicht voor het voorste gedeelte van het lichaam, hetgeen de lengte en de kracht van de achterpoten beklemtoonde, die bij een tweevoetige gang het volledige lichaamsgewicht droegen. De musculatuur van de achterpoten kan echter niet heel sterk geweest zijn omdat het darmbeen vrij kort is, zij het hoog met een spits achterblad. Het schaambeen is echter opvallend lang, wat weer dinosaurisch aandoet. De schaambeenderen zijn verbonden door een hoge beenschort. Het schaambeen eindigt onderaan in een klein voetje. Het heupgewricht is doorboord en wordt overkapt door een antitrochanter. Het licht bol naar voren gebogen dijbeen heeft een kop die duidelijk naar binnen buigt, zij het zonder duidelijke nek. Die buiging wijst op een rechte stand van de achterpoten. De trochanter major is klein en heeft bovenaan geen duidelijke begrenzing wat duidt op een uitlopen in een dikke kraakbeenkap — een jeugdig kenmerk. De trochanter minor is echter goed ontwikkeld. Het onderbeen is korter dan het dijbeen, wat vreemd is voor een rennende vorm. Het scheenbeen heeft een krachtige crista cnemialis om het onderbeen te strekken. De complexe verbinding tussen sprongbeen en hielbeen lijkt op de reversed crocodylian condition van de enkel te wijzen. Hoewel hieraan veel waarde gehecht is, zijn bij alle exemplaren deze botten slecht bewaard. De achterpoten hadden vijf tenen. Die zijn alle functioneel; de derde is de langste.
De sleutelbeenderen worden verbonden door een lang en dun interclaviculum. Het schouderblad is slank en het ravenbeksbeen dun en halvemaanvormig. De voorpoten waren korter dan de achterpoten met ongeveer twee derden van hun lengte. De armbeenderen zijn opvallend slank. Walker meende dat de ellepijp onderaan naar achteren boog. De hand draagt vermoedelijk vijf vingers waarvan de eerste de langste is. Walker dacht dat deze 'duim' opponeerbaar was. De lange beenderen van de ledematen zijn hol. Ornithosuchus was hierop afgaande een snelle, tweevoetige renner, die echter ook op alle vier de poten kon lopen. Hierbij moet echter bedacht worden dat de vermeende lichte bouw van de arm gebaseerd is op specimina die volgens de studie uit 2016 niet aan Ornithosuchus kunnen worden toegewezen. Hetzelfde geldt voor de osteoderm E1978-570.4.

### Pantser
De verruwingen op de kop, met kleine putjes, wijzen op huidpantser. Er liggen twee gepaarde rijen beenschubben aan weerszijden van de wervelkolom, vermoedelijk voor elke wervel één paar. Vermoedelijk raakte elk paar elkaar zodat een overkapping van de wervelboog ontstond. Na de tiende staartwervel versmelten de gepaarde osteodermen tot één beenschub per wervel.

## Fylogenie
Newton dacht in 1904 dat het om een dinosauriër ging; Boulenger dacht in 1903 aan de Parasuchia. In 1908 werd Ornithosuchus in een eigen Ornithosuchidae geplaatst door Friedrich von Huene. Verwanten zouden dan Scleromochlus en Hallopus zijn. Von Huene benoemde meteen een orde Ornithosuchia. De Ornithosuchidae werden wel gezien als de directe voorouders van grote vleesetende Theropoda ofwel Carnosauria. Zo meende Walker in 1964 dat Ornithosuchus dicht bij de gemeenschappelijke voorouder van de Megalosauridae en Tyrannosauridae stond. Ook toen dit idee in de jaren tachtig verlaten werd, dacht men dat Ornithosuchus wel eens een zeer nauwe verwant van de Dinosauria in het algemeen zou kunnen zijn geweest. Dat was gebaseerd op de lichte bouw en de vorm van het enkelgewricht die afweek van die van krokodillen. Een ietwat afwijkende benadering had in 1960 William Elgin Swinton die meende dat Ornithosuchus een rol gespeeld had in de oorsprong van de vogels. In de jaren negentig werd duidelijk dat Ornithosuchus alleen toevallig op dinosauriërs leek en een lid was van de Crurotarsi en de Pseudosuchia.